# Pető István (képzőművész)
Pető István (Mezőkövesd, 1955. szeptember 1. –) magyar festő- és grafikusművész.
Művészeti tanulmányait a budapesti Iparművészeti Főiskolán kezdte, majd a párizsi École des Beaux-Arts-on folytatta. 1984-ben költözött Párizsba, azóta Saint-Denisben lévő műtermében él és alkot. 1987 óta a Maison des Artistes tagja. Hosszú időn keresztül oktatta különböző intézményekben a grafika technikai eljárásokat.

## Munkássága
„Egy absztrakt festmény, egy festmény, amely színekből, foltokból, fények és árnyékok lüktetéséből, finom rétegekből, elhalványuló, majd önmagukhoz visszataláló vonalakból épül, hogy végül a képzelet ezer ajtaját szélesre tárva, mozgásba lendítse a szárnyaló vizuális fantáziát.” 

Henri-Alexis Baatsch (író, műfordító) gondolatai Pető István műveiről, 2021
Pető munkásságában a grafika és a festészet állandó kapcsolatban, folyamatos párbeszédben áll egymással: hol a festés közben felmerülő problémáira talál választ a műhelyben, vagy az ott született gondolatokat viszi vászonra, hol pedig a festményeken kialakult formákat vési fémbe. A nyolcvanas évek végén még az emberi testből kiinduló, de absztrakt elemeket is tartalmazó figuratív képeket festett, majd a 90-es évekre alakította ki vékony festék rétegekből épülő líraian absztrakt festészeti stílusát. A tiszta színmezőket ütközteti a hordozó vászon nyers felületével, amelyre a kínai kalligráfiát és a szürrealista automatikus írást is megidéző jelrendszert helyez, azonban a betűket megidéző sorok valójában nem hordoznak értelmet. Himnikus vállalkozásnak tekinthető, az évek óta gyarapodó Garden, Now-sorozat, amelyeken Pető mentális sétái során bebarangolt metaforikus lélek-kertjeinek különböző hangulatait, stációit idézik. Pető művészete mesteri és egyéni módon ötvözi a nyugati avantgárdból sarjadó lírai absztrakció festészeti szemléletét az évezredes hagyományokkal rendelkező keleti művészet (kínai tusfestészet és tájkép ábrázolás) formai és tartalmi jellegzetességeivel. 
Számos egyéni- és csoportos kiállítása volt Franciaországban, Magyarországon és a világ más tájain. Művei jelentős magán- és közgyűjteményben is megtalálhatók.

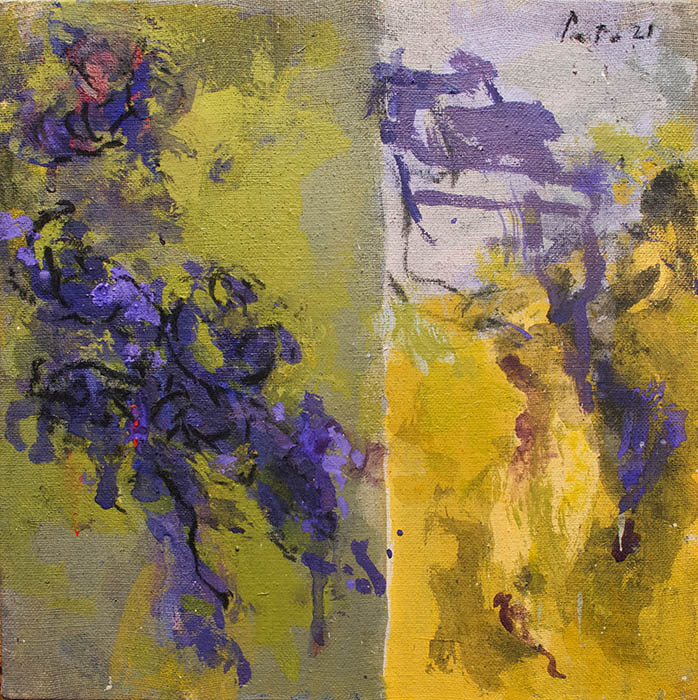
Pető István T305 című olajfestménye (2018)

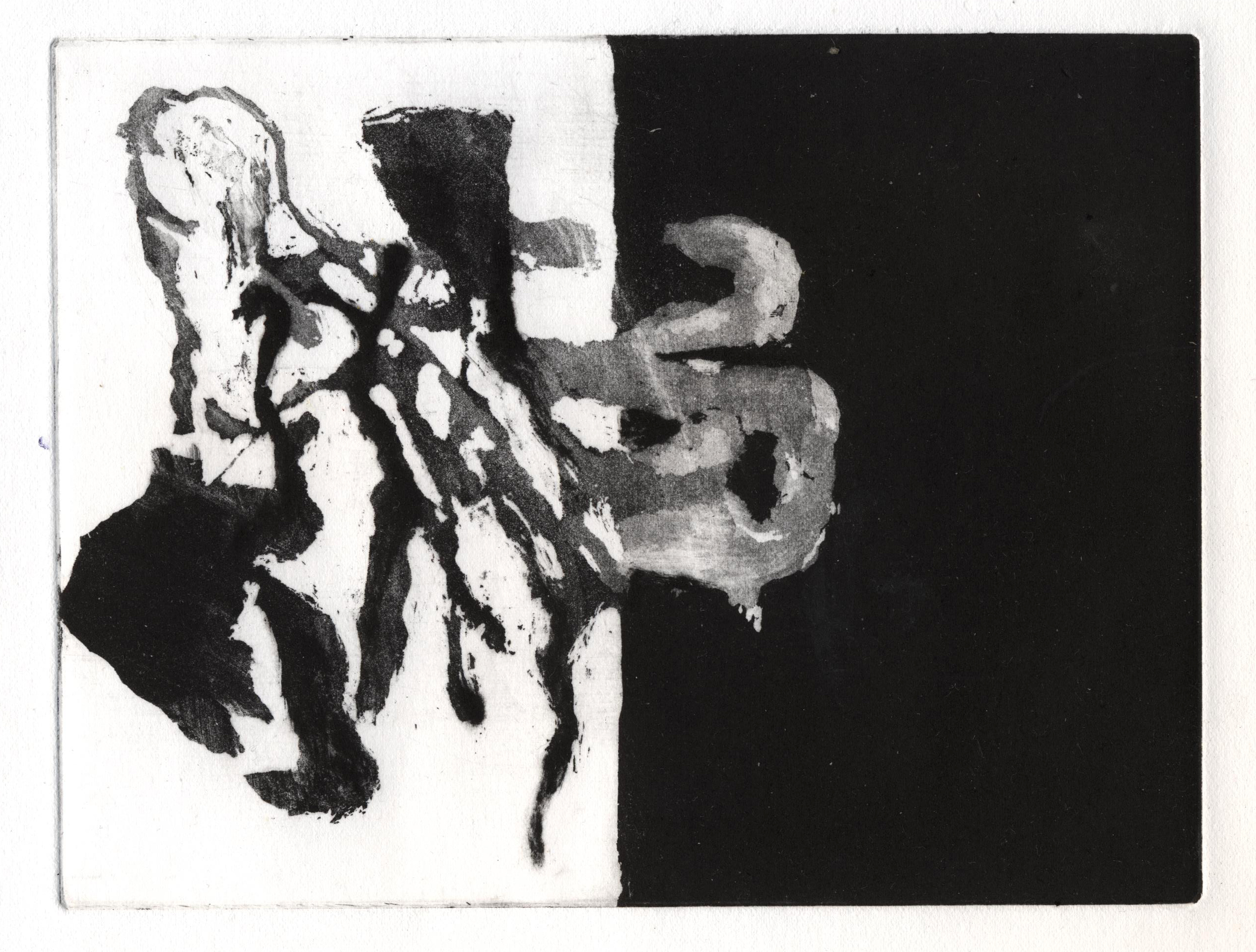
Pető István G139 című grafikája (2017)

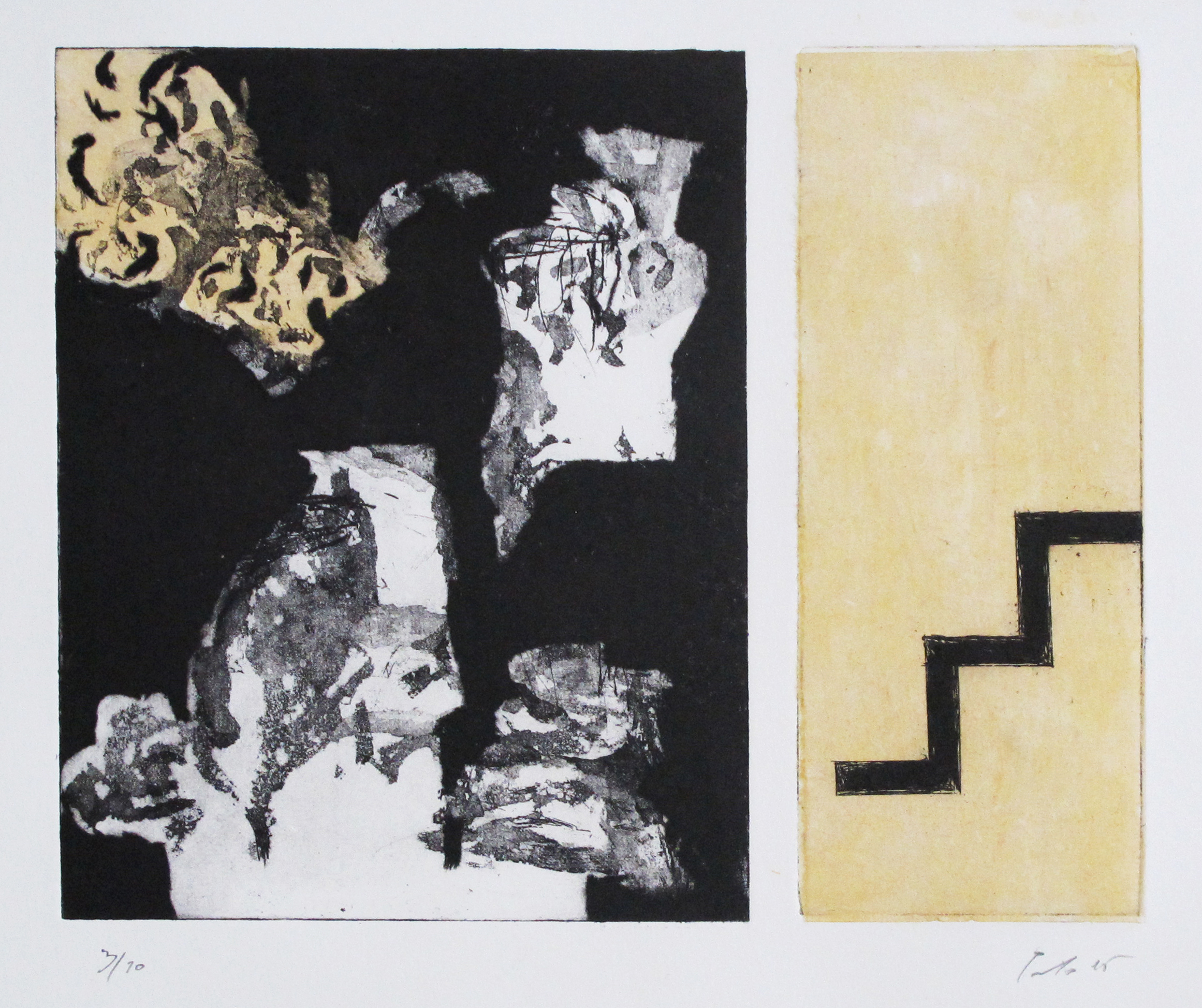
Pető István G127 című grafikája (2015)

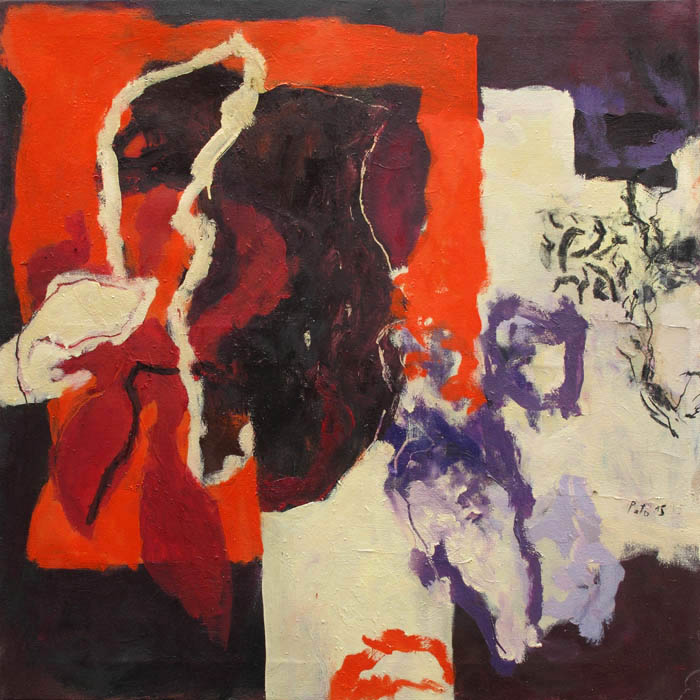
Pető István T273 című olajfestménye (2015)

## Egyéni kiállítások
- 2021	Galerie Malebranche en Campagne (avec Pierre Gaste)
- 2019	Champs et sillons. L’Arbre Vagabond, Le Chambon-sur-Lignon
  - Espace Icare, Issy-Les-Moulineaux
- 2018	A.M.A.C (Association Mouvement d'Art Contemporain), Galerie Municipale d'Art contemporain, Chamalières
- 2017	Bleus de travail. Galerie Malebranche, Paris
- 2016	Galerie Malebranche, Paris
- 2015	Galerie Dufay-Bonnet, Paris
- 2014	Galerie Atelier des Marches, Paris
- 2013	Au pied du mur. Soixante Adada, Saint-Denis
- 2012	Gery Art, Namur, Belgique
- 2011	Bibliothèque Marguerite Audoux, Paris
  - BBV Galerie, Paris
- 2010	BBV Galerie, Paris
- 2009 	BBV Galerie, Paris
- 2008	Galerie Entre-Temps, Bourges
- 2006	AL Galéria, Budapest
- 2005	Espace  Boullée, Issy-les-Moulineaux
  - Galerie Marche à Suivre, Paris
  - Dorottya Galéria, Budapest
- 2004	Espace Etoile Saint-Honoré, Paris
- 2002	Galerie Katryn Boudet, Paris
- 2001	Galerie Villa des Tourelles, Nanterre
- 1998	Galerie Promotion des Contemporains, Belgique
- 1997	Galerie Promotion des Contemporains, Belgique
- 1996	Espace  Association Freudienne, Paris
- 1995	Galerie Atlantide, Paris
  - Institut Français, Budapest
- 1993 	Octogon Galéria, Budapest
- 1991	Galerie Saint-Paul, Paris
- 1990	Fiatal Művészek Klubja, Budapest

## Csoportos kiállítások
- 2021	Galerie Malebranche en Campagne
- 2020	Galerie Malebranche, Paris
- 2019	Galerie Malebranche, Paris
- 2018	Foire Internationale d’art Contemporain de Taipei, Taiwan
- 2017	Galerie Malebranche, Paris
  - Musée Marcel Sahut, Volvic
- 2016	Abstraction? Galerie Art Aujourd’hui, Paris (avec János Kalmár et Laurence Innocenti)
- 2012	Art Bruxelles, Belgique
- 2010	Espace Artogue, Clermont-Ferrand
- 2007	Galerie Abt, Stuttgart, Allemagne
  - Abigail Galéria, Budapest
- 2006	Pont-des-Arts, Caudry, France
  - Singulier(s)-Pluriel(s).Mai en Cambrésis, Cambrésis
- 2005	Galerie Akié Arichi, Paris
- 2004	Espace 1789, Saint-Ouen
- 2003	Art Espace, Fresnes
  - Galerie Garde à vue, Clermont-Ferrand
- 2002 	Fax’Art. Muséed'Art et d'Histoire de Saint-Denis 
  - 14eme Salon d’art contemporain, Courbevoie
  - MAC2000, Paris
  - Kunsthaus am Friesenpark, Delmenhorst, Allemagne
- 2001	Galerie Katryn Boudet, Paris
  - MAC2000, Paris
  - Graveurs du Monde, Laval
- 2000	Musée d'Art et d'Histoire de Saint-Denis
- 1999	Museo de Bellas Artes René Brusau, Resistencia, Argentine
- 1998	L'Espace d'Art Chaillioux, Fresnes
  - Reg’Arts 1×1. Centro Cultural Borges, Buenos Aires, Argentine
  - Hôtel de Ville de Bobigny
  - Maison des Artistes, Charenton
- 1997	Salle de la Légion d'Honneur, Saint-Denis
- 1996	Espace ap'ARTé, Paris
  - Institut Hongrois, Paris
  - Musée d'Art et d'Histoire de Saint-Denis
  - 1994	Espace Montjoie, Saint-Denis
- 1992	Expo Monotypes, Périgueux
  - Galerie Régine Deschenes, Paris
  - Galerie Aleskiewitc, Paris
- 1991	Chambre de commerce et d'industrie, Paris
  - Metiss'Art, Les Ulis et Aubervilliers
- 1990	Groupe 109, Grand Palais, Paris
- 1989	Groupe 109, Grand Palais, Paris

## Művek közgyűjteményekben
- Bibliothèque Nationale de France, Párizs
- Museum de Chang Liu, Taiwan
- Musée Ernst, Budapest
- Museo de Bellas Artes René Brusau, Resistencia, Argentína
- Ville de Bobigny
- Ville de Chamalières
- Ville de Nanterre
- Ville de Saint-Denis